# Puggy
Puggy est un groupe belge de rock composé du chanteur-guitariste Matthew Irons, du bassiste Romain Descampe et du batteur Egil "Ziggy" Franzén. Fondé en 2005 à Bruxelles, le groupe propose un mélange entre la pop et le rock acoustique, aux légères mais remarquables influences latines. 

## L’histoire du groupe
Alors qu'ils étudiaient tous les deux la musique à Anvers, Matthew et Romain se sont retrouvés dans la même classe. Ils ont très vite sympathisé, et ont commencé à "jammer" ensemble dans des bars.
C'est d'ailleurs Romain qui a présenté Ziggy à Matthew, Ziggy ayant fait partie d'un groupe de reprises où Romain l'avait connu. Matthew, lui, faisait déjà partie du groupe Moon Palace. Les trois garçons s'étant rencontrés, ont joué ensemble et ont décidé de ne plus faire que leur propre musique. Depuis 2005, ils ne se quittent plus.
Ils enregistrent d'abord sur le petit label bruxellois TalkieO. Après deux premiers singles - The Luckiest Crime et Out of Hand, leur premier album Dubois Died Today sort en Belgique en mai 2007.
Après ce premier album, ils rencontrent un certain Nicolas Renard qui deviendra par la suite leur manager-booker. Ce dernier les fait jouer dans le maximum d'endroits possibles en Belgique. Puis ils sont rapidement invités à participer aux festivals anglais de Reading and Leeds.
Peu de temps après, ils jouent au Festival Couleur Café. Étant à cette époque peu connu, le groupe est premier à monter sur scène. Quelques instants après leur sortie de scène, un incendie se déclare et le festival est alors reporté. La chaine MCM (Dixit Matthew) qui était présente afin de filmer le festival n'a alors que les images de Puggy jouant sur scène ce jour-là. Ce sont ces seules images du festival qui passeront par la suite sur la chaine. Le chanteur du groupe américain Incubus voit le groupe passer en boucle à la télévision et se dit que Puggy doit être un célèbre groupe. De plus, leur son lui plaît énormément. Leur manager appelle donc Nicolas Renard et propose à Puggy de jouer en première partie d'Incubus lors d'une tournée européenne. Les trois musiciens croient à une blague et répondent qu'ils peuvent « éventuellement » se libérer pour quelques dates. Quelques instants plus tard, ils reçoivent la confirmation d'une tournée de 17 jours. Ils n'en reviennent pas.
Fin 2007, Puggy fait la première partie du groupe Incubus lors de sa tournée européenne. En février 2008, ils font la première partie des Smashing Pumpkins lors de leur passage à Paris Bercy.
Lors de l'édition 2008 du Printemps de Bourges, ils sont invités pour représenter la scène belge dans la section découverte.
Le 2 novembre 2009, ils assurent la première partie de Pascale Picard à l'Olympia et commencent à faire parler d'eux. C'est cependant durant l'année 2010 qu'ils se feront connaître du grand public. Cela commence le 26 janvier, lorsqu'ils partagent la scène du Nouveau Casino avec We Were Promised Jetpacks et Ok Go.
Leur deuxième album, Something You Might Like, sort en 2010 et devient disque d'or en Belgique. 
Le 22 octobre 2012, sort le single To Win The World, premier extrait de l'album du même nom qui parait le 8 avril 2013. Il est certifié disque d'or en Belgique.
Pour la tournée To win the world, un nouveau membre apparaît sur scène aux claviers et chœurs en la personne de John Janssens, ami d'enfance de Matthew. 
Le 22 février 2014, le groupe remplit pour la première fois la salle de Forest National.
Le 22 avril 2016 sort le quatrième album du groupe, Colours. Le premier single extrait de l'album est Lonely town, paru le 29 janvier 2016.
Sur scène, John Janssens est remplacé par Matthieu Vandenabeele.
En 2016 après deux concerts bruxellois au Cirque Royal (Nuits Botanique) le 14 mai et à l’AB le 15 mai, Puggy se produit en clôture de la scène KluB C le vendredi 1er juillet à Rock Werchter et revient pour un retour en salle le 9 décembre à Forest National .
En 2017, la RTBF annonce que Matthew rejoint la saison 7 de The Voice Belgique.
En 2023, après 6 ans d'absence, le groupe fait progressivement son retour. Le single Never Give Up sort le 6 octobre et un showcase gratuit à lieu le 8 octobre au Mont des Arts de Bruxelles.
Le 23 novembre, un deuxième single est publié, Lost Child, en collaboration avec Yseult. La sortie de leur EP Radio Kitchen est annoncée dans la foulée pour le 26 janvier 2024.
Une tournée est annoncée pour 2024 et 2025 en Belgique et en France.

## Grand et petit écran
Leur chanson Father and Son (reprise de Cat Stevens, présente sur la réédition de l'album Something You Might Like; plus récemment popularisé par Boyzone en 1995) fait partie de la BO du deuxième opus de l'adaptation cinématographique de la bande dessinée Largo Winch.
Plusieurs chansons de leur deuxième album sont sur la BO de Un jour mon père viendra (2012) de Martin Valente.
Le titre When You Know a été utilisé pour le générique de la série télévisée Détectives et la publicité Monde 2011 de Citroën.
Une des chansons de leur premier album a été utilisée dans une publicité pour Eau écarlate.
When You Know est utilisé dans la bande-annonce officielle du film 30° Couleur.
Something You Might Like est utilisé dans la pub 2014 de La Foir'Fouille.
We Have It Made (en français, Nous l'avions fait) a été utilisée en Espagne par le groupe Atresmedia pour le changement de nom survenu le 6 mars, 2013.
La musique de Puggy est également utilisée pour les dessins animés Bigfoot Junior et Bigfoot Family.

## Récompenses
- 2011 - Octaves de la musique : prix du public Bel RTL  (Le tube belge de l’année) pour How I Needed You
- 2012 - Octaves de la musique : prix Jeff Bodart de la SABAM
- 2013 - Octaves de la musique : prix du public Bel RTL  (Le tube belge de l’année)
- 2014 - Octaves de la musique : prix pop/rock
- 2017 - Octaves de la musique : Album de l'année pour Colours
- 2017 - D6bels Music Awards : prix du meilleur groupe, du meilleur concert et artiste/groupe de l'année 2016 Classic 21

## Liens
- Site Officiel
- Puggy ou un avant-goût d'Europe
- Site des Octaves de la musique